# Famille de Perier
Pour les articles homonymes, voir Perier.
La famille de Perier est une famille française subsistante, originaire du Havre en Normandie. On distingue à partir du XVIIe siècle deux branches, dont seule l'aînée subsiste. 
La branche cadette a compté parmi ses membres Étienne de Perier (1686-1766), gouverneur colonial de la Louisiane française, grand-croix de Saint-Louis et lieutenant-général des armées navales ; Antoine Alexis de Perier de Salvert (1691-1757) chef d’escadre, commandeur de Saint-Louis, directeur du dépôt des cartes et plans de la Marine. La branche aînée compte Pierre-Étienne de Perier (1893-1968), général de division et grand-officier de la Légion d'honneur.

## Patronyme
Le patronyme Perier est courant au niveau national (1244e rang selon le site Filae), entre 1891 et 1990 il se rencontre principalement, dans l’ordre décroissant, en Seine-Maritime, dans la Manche, en Île-de-France, en Gironde et dans l’Isère.
Selon le linguiste Henri Moisy, le nom « Perier », avec un seul r, est la forme normande provenant du bas latin perarius, désignant un poirier.
Le patronyme Perier précédé d’une particule a été porté par différentes familles, mais il n’en subsiste plus qu’une.

## Histoire

### Une famille havraise
Le Havre en Normandie a été fondé en 1517 par François Ier pour en faire aussi bien une base militaire qu’un port de pêche et un chantier naval. On y trouve plusieurs habitants appelés Perier dans les années qui suivent.

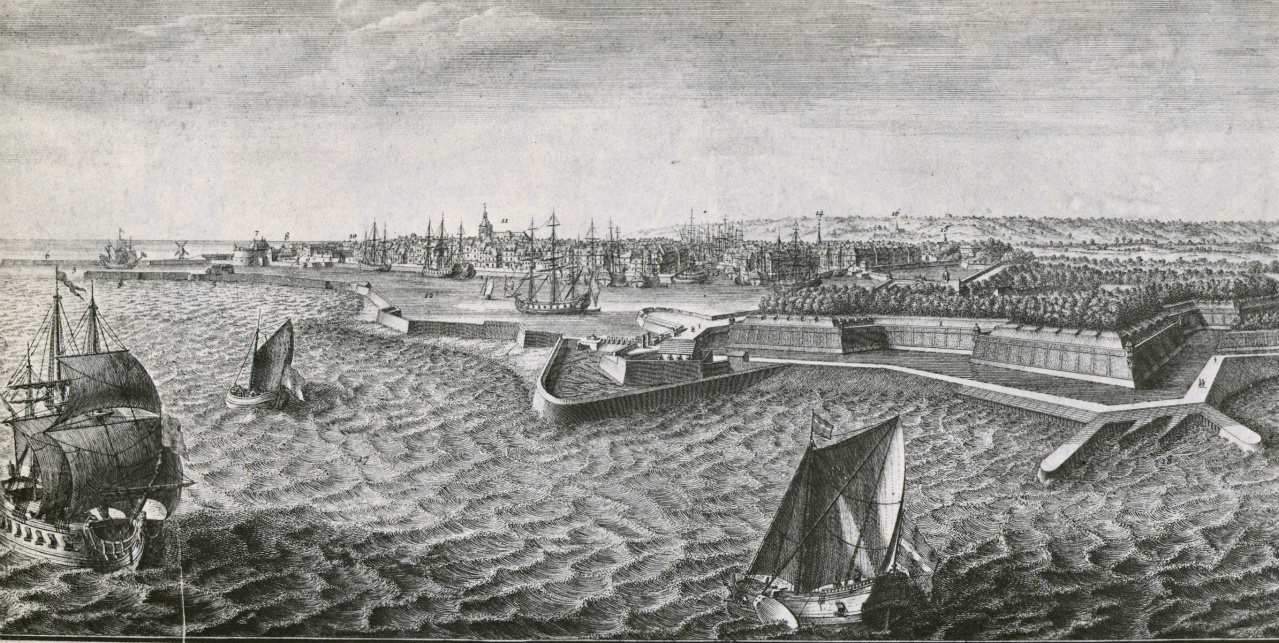
Le port du Havre en 1740

Arnaud Clement écrit, dans La Noblesse française, que la souche de la famille est David Perier et son épouse Marie Beaufils qui sont morts au Havre respectivement en 1644 et 1640. David était maître de heux, c’est-à-dire capitaine d’un navire à un mât d’environ 300 tonneaux, à faible tirant d’eau, utilisé comme porteur au XVIe siècle. La filiation prouvée commence ainsi en 1596, date de naissance de leur fils Jean Perier (1596-1647), capitaine de navires, qui a eu plusieurs fils dont : Jean (1620-1660), auteur de la branche aînée, et Étienne (1644-1726), auteur de la branche cadette.
Les deux branches ont donné huit membres de l'ordre royal et militaire de Saint-Louis et autant de la Légion d'honneur.

### La branche aînée (subsistante)

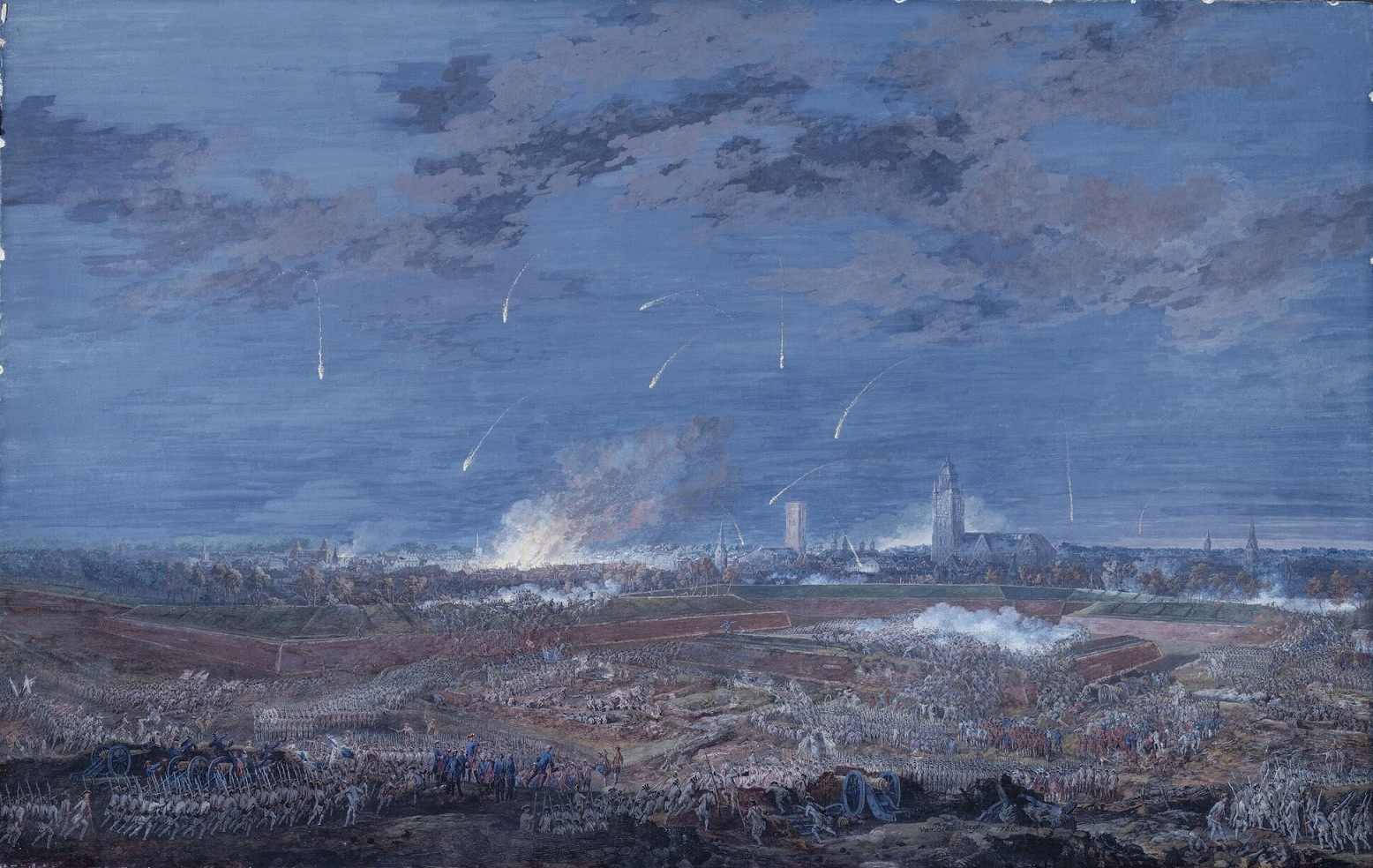
Le siège de Berg-op-Zoom en 1747

Lieutenant en second au régiment de Touraine en 1734, Jean Perier du Petit Bois prend part au siège de Philippsbourg. Ayant obtenu les grades d'enseigne (1736) puis de capitaine (1738), il est nommé chevalier de Saint-Louis. En 1747, au siège de Berg-op-Zoom, il participe à l'assaut à la tête d'une compagnie. Son unité est anéantie et il est lui-même par deux fois grièvement blessé. Promu lieutenant-colonel, il reçoit une épée d'honneur et meurt de ses blessures au Havre en 1748. Son frère, Pierre Étienne Perier du Petit Bois (1720-1780), capitaine des milices garde-côte, achète la charge de trésorier général de la Marine et des Colonies au Port et département du Havre.
Antoine de Perier (1751-1844), fils du précédent, est aspirant au Corps royal de l'artillerie de 1768 à 1770, mais il ne peut y entrer faute de place. Il prépare alors les examens d'entrée dans le Génie et devient aspirant à ce corps de 1770 à 1772. Ne pouvant davantage y obtenir de place, il entre dans les Troupes provinciales, au régiment de Blois (1773) puis au régiment de Bresse (1776). En 1785, il sert en Hollande dans la Légion de Maillebois, mais celle-ci est dissoute en 1786. Servant à nouveau dans les Troupes provinciales, il se retire provisoirement du service à la Révolution. Lieutenant puis capitaine au régiment de Turenne, il est arrêté en 1793. Libéré à la chute de Robespierre, il est nommé colonel en 1797 et prend le commandement de la Garde nationale de Rouen, avec l'appui d'un émissaire du comte de Provence qui cherchait à rallier ses unités à sa cause. Il perd son commandement lors du coup d'État du 18 Brumaire. À la Restauration, il offre de servir au Gardes suisses mais son âge fait repousser sa demande. Il meurt en 1844 chez son fils René, à la Madeleine.
Son fils René (1800-1880) a été brièvement garde du corps de Louis XVIII de 1818 à 1819 dans la compagnie d’Havré. Il fut maire de Pressagny-l'Orgueilleux où il a possédé le château de la Madeleine de 1839 à 1864. Son fils, Léonor (1842-1908), s’étant engagé à l’âge de 18 ans comme simple fusilier, est devenu colonel de la Légion étrangère et officier de la Légion d'honneur. Son fils, Pierre-Étienne (1893-1968), a atteint le grade de général de division et la dignité de grand-croix de la Légion d'honneur.

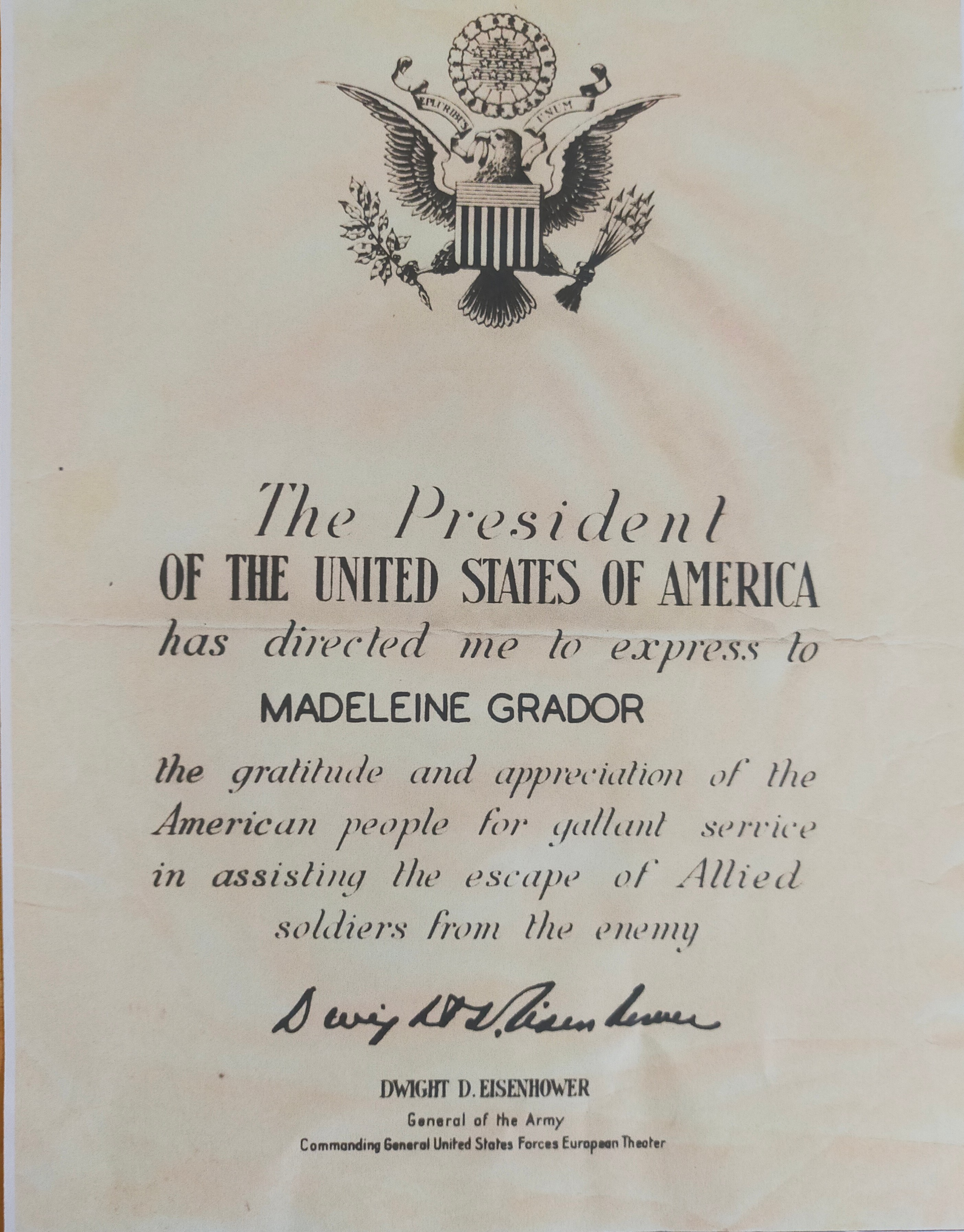
Certificat de gratitude délivré à Madeleine de Perier par Dwight D. Eisenhower.

La résistante Madeleine de Perier (1914-2009), épouse Grador, intégra le réseau Lyon-Carter qui contribuait à l'évasion des aviateurs alliés,. Incarcérée à la prison de Fresnes, elle fut condamnée à mort par les Nazis le 22 juin 1944. Le dernier convoi pour les camps de la mort, dont elle aurait dû faire partie, fut annulé le 17 août grâce à l'intervention du consul de Suède, Nordling. L'insurrection permit la libération de Paris le 25 août, conjointement avec l'arrivée de la division Leclerc et des Alliés. La République lui reconnut la qualité de soldat sans uniforme des Forces Françaises Combattantes ayant participé au combat pour la Libération de la Patrie. Sa conduite lui valut également les félicitations de Dwight D. Eisenhower, qui lui fit parvenir un certificat de gratitude,,., et lui remit la médaille de la Liberté à Lyon.

### La branche cadette (éteinte)

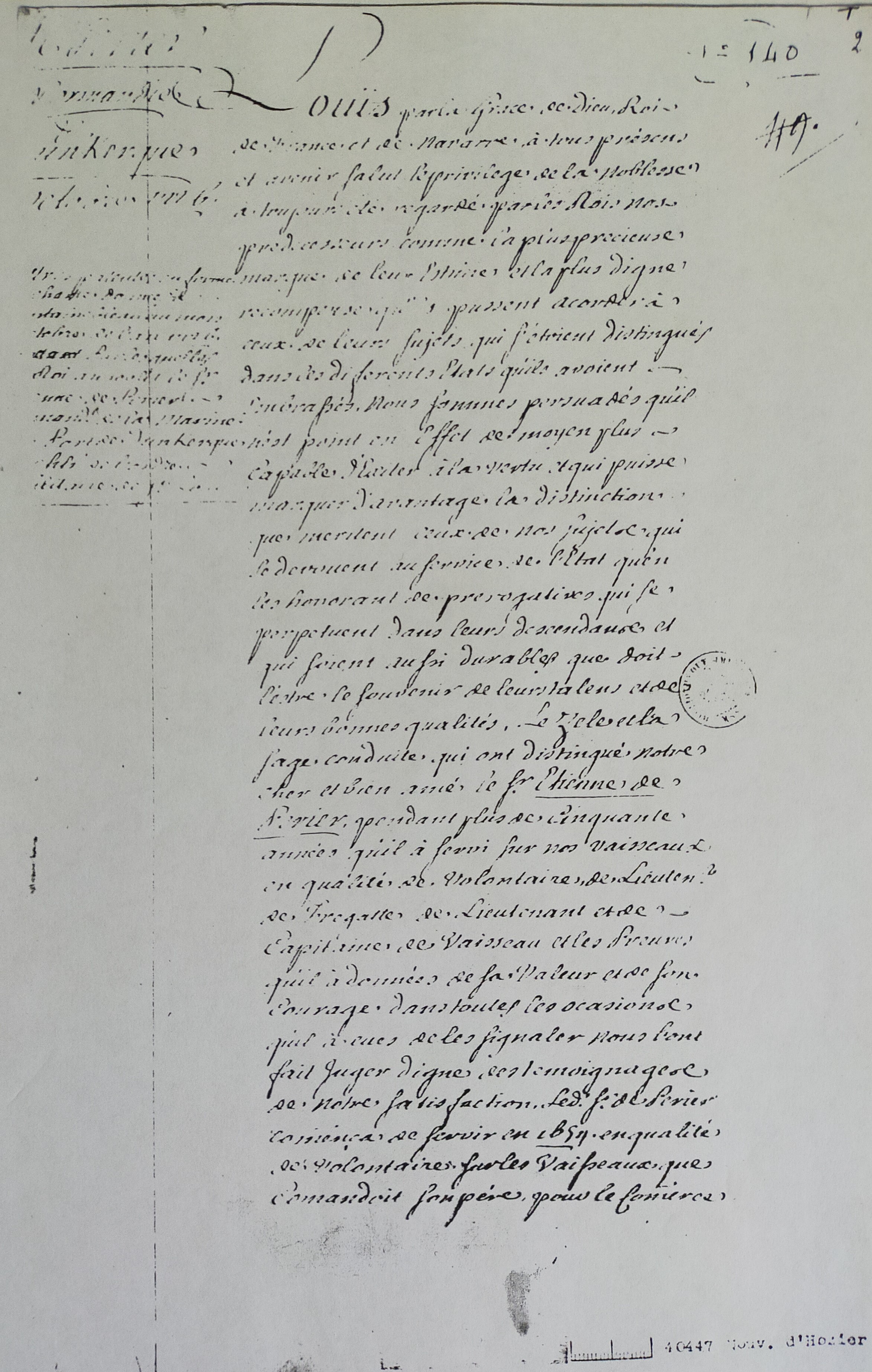
Première page des lettres patentes délivrées à Étienne Perier en 1726

La branche cadette a donné continuellement des officiers de Marine du XVIIe siècle au XIXe siècle. Au XVIIe siècle, Étienne Perier, auteur de cette branche, se distingue dans la lutte contre la piraterie. Prenant part à toutes les guerres de son temps, il combat à Solebay, au Texel, à Cayenne et à Tobago. Il se rend maître de nombreux vaisseaux à l’abordage. En 1689, Perier est blessé alors qu'il fait « sauter en l'air » un garde-côte anglais de 40 canons. Il achève sa carrière comme capitaine de vaisseau et de port au Havre. En 1726, à 82 ans, il est anobli avec sa descendance par lettres patentes de Louis XV,. Celles-ci font état de « ses longs et importants services » et de sa carrière longue « de plus de cinquante années en qualité de volontaire, de lieutenant de frégate, de vaisseau et de capitaine de vaisseau ». Il a eu plusieurs fils, dont deux se sont illustrés dans le métier des armes.

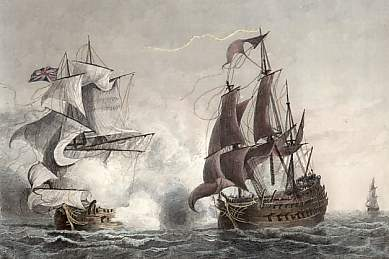
Le combat du 19 mai 1744 par Garneray

Son fils aîné, Étienne de Perier (1686-1766) a commencé sa longue carrière à l’âge de huit ans. Brian E. Coutts écrit qu’il s’est embarqué comme volontaire en 1695, et qu’il a combattu durant toute la guerre de Succession d’Espagne. Ayant enlevé plusieurs vaisseaux à l’abordage, il est blessé par balle à deux reprises. Capturé en 1711, il est libéré sous réserve de ne plus servir sur mer. Canonnier de Marine à Valenciennes, il participe à la défense du Quesnoy qui est assiégée par les Impériaux en 1712. Blessé durant les bombardements, il est à nouveau capturé. Reprenant le service en mer en 1714, il passe au service de la Compagnie des Indes en 1720. Durant une campagne au Chili, son escadre subit une disette. Il est alors détaché avec 50 hommes à terre pour trouver le nécessaire. Luttant avec succès contre les 800 soldats espagnols, il soutient « plusieurs actions vigoureuses » qui lui permettent d'assurer « le salut des vaisseaux » marchands de la Compagnie. Ayant pris la forteresse d’Arguin en 1721, il est envoyé en 1724 en Inde pour protéger le comptoir de Mahé qui est assiégé par le prince de Malabar. Gouverneur colonial de la Louisiane française de 1727 à 1733, il mène de nombreux travaux pour améliorer la colonie. La révolte des Natchez ayant éclaté en 1729, il monte une expédition punitive avec les renforts de son frère. Ayant repris le service de mer, il s'embarque sur le Mars et se distingue au combat du 19 mai 1744 en capturant le HMS Northumberland, après un très violent combat de 9 heures. Perier se retire du service en 1757, après une ultime campagne dans les Antilles en 1756 où il perd un fils et un gendre. Élevé au grade de lieutenant-général des armées navales en 1757, il est nommé grand-croix de Saint-Louis en 1765. Il meurt au château de Tréoudal en 1766. Perier l’Aîné a eu plusieurs fils, dont Étienne Louis de Perier (1720-1756), lieutenant de vaisseau et chevalier de Saint-Louis, et Antoine Louis de Perier de Monplaisir (1728-1759), noyé le lendemain de la bataille des Cardinaux dans le naufrage du Juste.
Son fils cadet, Antoine Alexis de Perier de Salvert (1691-1757), s’est aussi distingué dans la Marine. Raymond de Bertrand écrit qu’il s’est engagé en 1701. Perier de Salvert a pris part à de nombreux combats contre des pirates et enlevé plusieurs vaisseaux à l’abordage. Il se distingue en 1721 et 1724 en prenant deux fois la forteresse d’Arguin aux Hollandais, en Mauritanie. Commandant en second de l’expédition contre les Natchez en Louisiane en 1731, il prend la tête de deux expéditions en 1745 et 1755 pour protéger Louisbourg, en Nouvelle-France, contre les forces anglaises. Étant chef d’escadre, commandeur de Saint-Louis et directeur du dépôt des cartes et plans de la Marine, il meurt à Versailles en 1757. Il a eu plusieurs fils, dont deux se sont distingués.

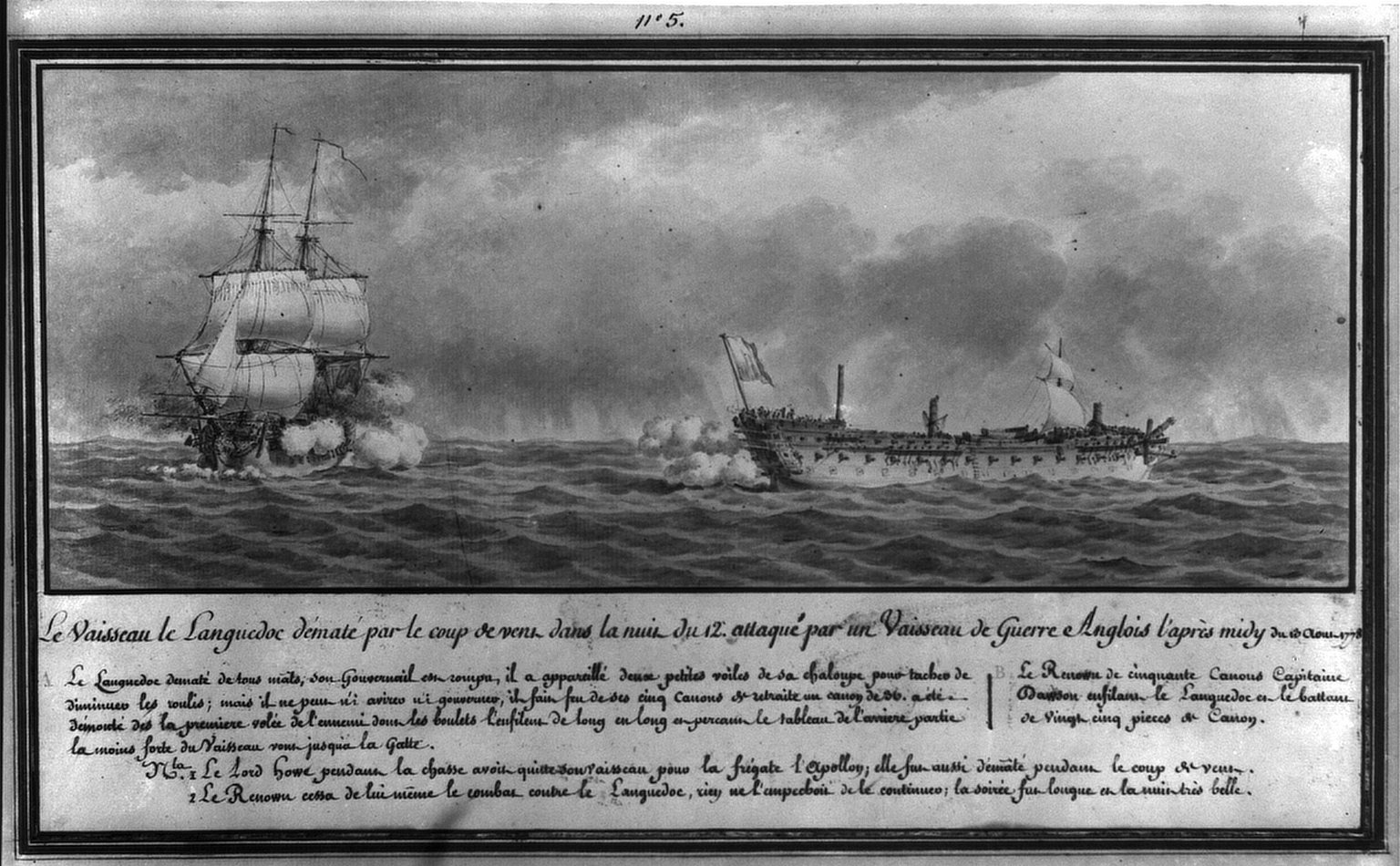
Le Languedoc, démâté, est attaqué par le HMS Renown, le 13 août 1778

Le premier, Louis Alexis de Perier de Salvert (1730-1803), a participé à l’expédition du duc d'Anville (1746), à la bataille de Minorque (1756), à la bataille de Lagos (1759) et au combat du 23 octobre 1762, ultime affrontement maritime de la Guerre de Sept Ans. Pendant la Guerre d’indépendance des États-Unis, Perier de Salvert commande en second le Languedoc (1778), vaisseau amiral de l’escadre de d’Estaing. Sous ses ordres, il prend part à tous les combats contre les Anglais : bataille de Rhode Island, bataille de Sainte-Lucie, bataille de la Grenade, siège de Savannah. Chef d’escadre et chevalier de Saint-Louis, Louis XVI le nomme membre de la Société des Cincinnati, créée par Washington pour récompenser les soldats qui se sont distingués pendant le conflit. Le fils de Louis Alexis, François (1764-1834), était capitaine de vaisseau et de port à Pointe-à-Pitre, en Guadeloupe. Il fut retenu prisonnier sur parole à Leek de 1803 à 1814. François eut un fils, Charles de Perier de Salvert, juge de paix qui mourut à Basse-Terre en 1904. Leur descendance est éteinte,.

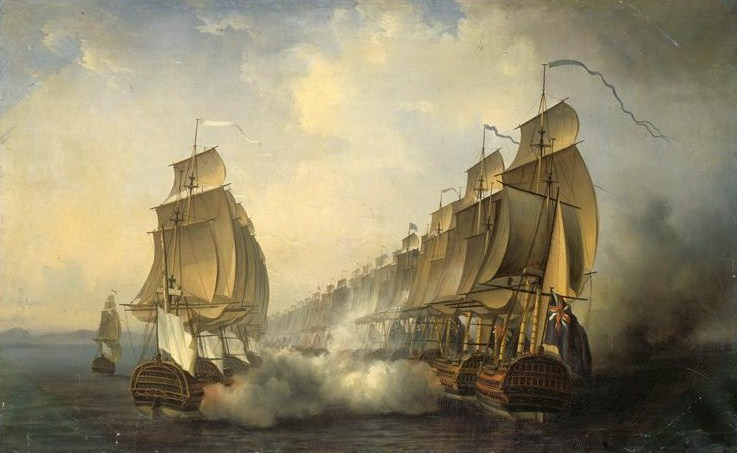
La bataille de Gondelour vue par Auguste Jugelet

Le second, Éléonor Jacques Perier de Salvert (1748-1783), lieutenant de vaisseau et chevalier de Saint-Louis, a fondé plusieurs loges maçonniques, dont La Triple Espérance à Port-Louis. Membre adjoint de l’Académie de Marine, il a laissé plusieurs poèmes et des pièces en vers, dont Le Passage de la Ligne. Il fut emporté par un boulet anglais à la bataille de Gondelour en 1783.

## Filiation
Ci-dessous, une filiation simplifiée de la famille de Perier[réf. à confirmer],,,
- David Perier († 1644), maître de heux au Havre, marié avec Marie Beaufils († 1640)
  - Jean Perier (1596-1647), capitaine de navire[33], marié en premières noces (1615) avec Anne Duval († après 1623)[34], fille de Philippe Duval, maître de heux et de Jeanne Huraud, et en secondes noces (1632) avec Anne Le Dentu (1613-1645), fille de Jehan Le Dentu, bourgeois du Havre, et de Marie Thomas[35]
    - Jean Perier (1620-1660), cirier et chandelier au Havre, marié en 1648 avec Marguerite Melun (1624-1688), fille de Pierre Melun, boulanger, et de Jeanne Roze[36]
      - Pierre Perier (1654-ca. 1690), capitaine de navires, marié en 1678 avec Marie Marguerite Gohon, fille d'Étienne Gohon, marchand drapier et capitaine quartenier, et de Guillaumette Estiemble
        - Jean Perier (1679-1726), conseiller du roi, lieutenant général de l’amirauté du Havre et d’Harfleur, marguillier de Saint-François[37]
        - Pierre Perier du Petit Bois (1688-1729), capitaine de navires au commerce, marié en premières noces (1714) avec Marie Anne Le Prestre (1691 - après 1715), fille de Jacques Le Prestre, capitaine quartenier, et de Marie Anne Ricoeur, et en secondes noces (1719) avec Suzanne Louvet (1689 - après 1730), fille de Guillaume Louvet, quartenier, et de Marie Catherine du Butin[8],[38]
          - Jean Perier du Petit Bois (1715-1748), capitaine au régiment de Touraine et chevalier de Saint-Louis, mort de ses blessures à la suite du siège de Berg-op-Zoom[39]
          - Pierre Étienne Perier du Petit Bois (1720-1780), avocat au Parlement de Normandie, capitaine garde-côtes, trésorier général de la Marine et des Colonies au Havre, marguillier de Saint-François, marié en 1748 avec Marie Anne Henriette Morin d'Oudalle (1727 - après 1760), fille de Jean Gabriel Morin, négociant, et de Catherine Françoise Bouëtte[36]
            - Antoine de Perier (1751-1844)[40], colonel de la première brigade de la Garde nationale de Rouen, marié en 1797 avec Éléonore Le Tellier de Brothonne (1762-1835), fille de Mathieu Le Tellier de Brothonne et de Marie Le Roy[41]
              - René de Perier (1800-1880), garde du corps de Louis XVIII[11], auteur[42], maire de Pressagny-l'Orgueilleux, châtelain de la Madeleine[12], bibliophile[43], marié en 1839 avec Marie Bassompierre Sewrin, fille de Charles Augustin Bassompierre Sewrin, auteur, goguettier et secrétaire général archiviste des Invalides, et de Louise des Acres de l'Aigle
                - Léonor de Perier (1842-1908), colonel d’infanterie et officier de la Légion d’honneur, marié en 1886 avec Louise Loubère (1862-1939), fille de Jean-Louis Loubère, colonel d'infanterie et gouverneur de la Guyane française, et de Marie Masson de Longpré[44],[45]
                  - Pierre-Étienne de Perier (1893-1968), général de division et grand officier de la Légion d’honneur
                    - Postérité subsistante

            - Pierre René Éléonor de Perier (1760-1788), sous-lieutenant au régiment de Bresse

    - Étienne Perier (1644-1726), capitaine de vaisseau commandant le port du Havre et chevalier de Saint-Louis, anobli avec sa descendance en 1726, marié en 1684 avec Marie de Launay († 1693), fille de Michel de Launay, sieur de Salvert, et de Marguerite Le Run
      - Étienne de Perier (1686-1766), gouverneur de la Louisiane, lieutenant-général des armées navales et grand-croix de Saint-Louis, marié en 1719 avec Catherine Le Chibelier (1691-1756), veuve du lieutenant de vaisseau Chambellan de Graton, fille de Jean Le Chibelier, maire du Havre et trésorier de Notre-Dame, et de Louise Le Maistre
        - Étienne Louis de Perier (1720-1756), lieutenant de vaisseau et chevalier de Saint-Louis[30],[46]
        - Antoine Louis de Perier de Monplaisir (1728-1759), lieutenant de vaisseau tué le lendemain de la bataille des Cardinaux, marié en 1756 avec Élisabeth Marie de Perreau (1736-1806), fille de Jean Perreau et de Marie Joly[47],[48],[49],[50],[51]

      - Antoine Alexis de Perier de Salvert (1691-1757), chef d’escadre et commandeur de Saint-Louis, marié en premières noces (1716) avec Marie de Piotard (ca. 1691 - 1739), et en secondes noces (1739) avec Angélique Rosalie de Laduz (1713-1786), fille de Jacques de La Duz, capitaine général des garde-côtes à Vannes, et de Marie Thérèse Fenouil
        - Antoine François de Perier de Moros (1723-1768), lieutenant de vaisseau[52]
        - Louis Alexis de Perier de Salvert (1730-1803), chef d’escadre, chevalier de Saint-Louis et membre de la Société des Cincinnati, marié en 1758 avec Catherine François de Gervais, fille de François de Gervais, prévôt général de la Marine à Toulon, et de Thérèse Lamanoird
          - François de Perier de Salvert (1764-1834), capitaine de vaisseau et de port à Pointe-à-Pitre, chevalier de Saint-Louis, marié en 1814 avec Ellen Goostry (1782-1846), fille de Jean Goostry et de Ellen Lightfoot[53],[54],[55]
            - Charles de Perier de Salvert (1818-1904), juge de paix à Basse-Terre[56], marié en 1893 avec Clérinette Sacue (1840-)
              - Victor de Perier de Salvert (1864-1944), typographe à l'imprimerie du gouvernement à la Guadeloupe, marié en premières noces en 1894 avec Marie Joséphine Amélie Daucourt (1851-), puis en secondes noces avec Edith Charlesin (1900-1974)
                - Mathilde de Perier de Salvert (1938-2018), enseignante, mariée en premières noces en 1960 avec Mathieu Justin Ladire, puis en secondes noces en 1985 avec Pierre Louazel (1941-1993), dernier membre de la branche cadette.

              - Eugène de Perier de Salvert (1865-après 1920), contrôleur des contributions en Guadeloupe. De relations successives avec Joséphine William (ca. 1875-avant 1914), Marie Sophie Thérèse Augustine Augustin (1870-1956) et Joséphine Souprayen, il eut cinq enfants.

        - Éléonor Jacques Marie Stanislas Perier de Salvert (1748-1783), lieutenant de vaisseau, chevalier de Saint-Louis, franc-maçon haut gradé, écrivain et membre de l’Académie de marine, tué à la bataille de Gondelour, marié en 1773 avec Pauline Bigot de Morogues, fille de Sébastien-François Bigot de Morogues, lieutenant général des armées navales et fondateur de l'Académie de marine, et de Marie Bodineau[57]

## Personnalités
- Étienne Perier (1644-1726), capitaine de vaisseau et de port au Havre, chevalier de Saint-Louis, anobli en 1726[21].
- Étienne de Perier, dit « Perier l'Aîné »[58] (1686-1766) gouverneur colonial de la Louisiane française[59] lieutenant général des armées navales[60] et grand-croix de Saint-Louis[61].
- Antoine Alexis de Perier de Salvert, dit « Perier le Cadet »[62] (1691-1757), seigneur du Moros, chef d'escadre[63], directeur du dépôt des cartes et plans de la Marine et commandeur de Saint-Louis[61].
- Louis Alexis de Perier de Salvert (1730-1803)[26], chef d'escadre, seigneur du Moros[64], chevalier de Saint-Louis et membre de la Société des Cincinnati[27].
- Éléonor Jacques Marie Stanislas Perier de Salvert (1748-1783), lieutenant de vaisseau, membre de l'Académie de marine, écrivain, chevalier de Saint-Louis[65] et franc-maçon haut gradé[66],[67] fondateur de la loge « La Triple Espérance » à Port-Louis[68].
- Pierre-Étienne de Perier (1893-1968), général de division et grand officier de la Légion d'honneur[14],[69].
- Madeleine de Perier (1914-2009), résistante, membre du réseau d'évasion Lyon-Carter et titulaire de la médaille de la Liberté.

## Galerie de portraits

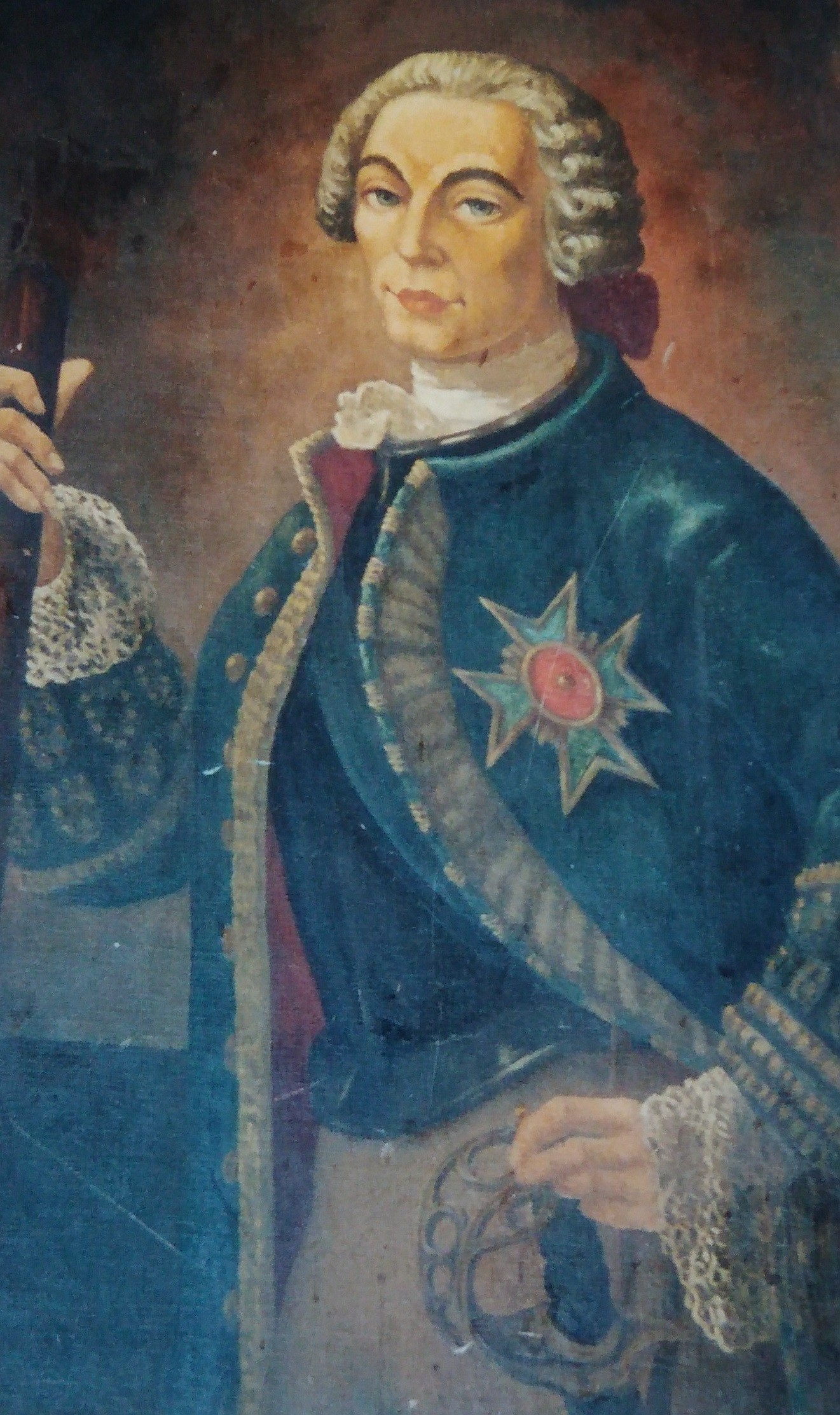
Étienne de Perier (1686-1766), portrait posthume.
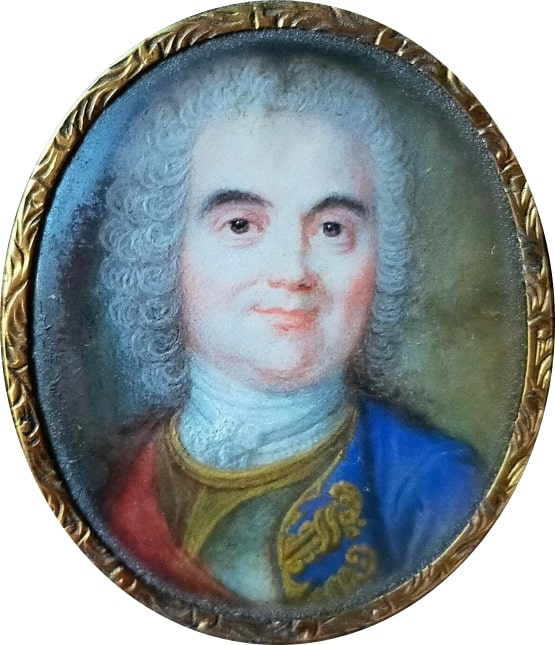
Antoine Alexis de Perier de Salvert (1691-1757). Miniature réalisée entre juin 1756 et avril 1757.
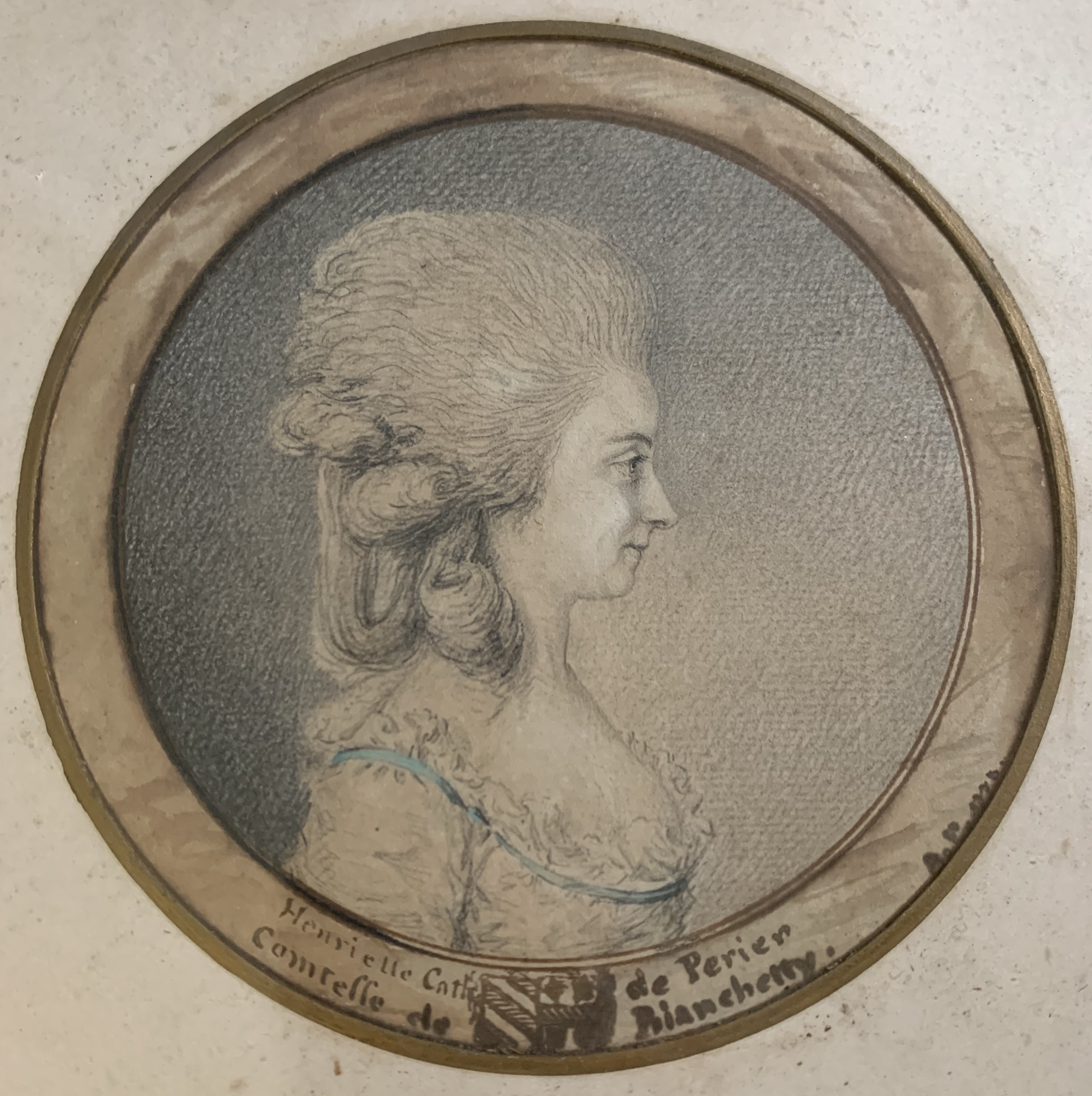
Henriette Catherine de Perier (1749-1823) comtesse de Blanchetti, en 1775.
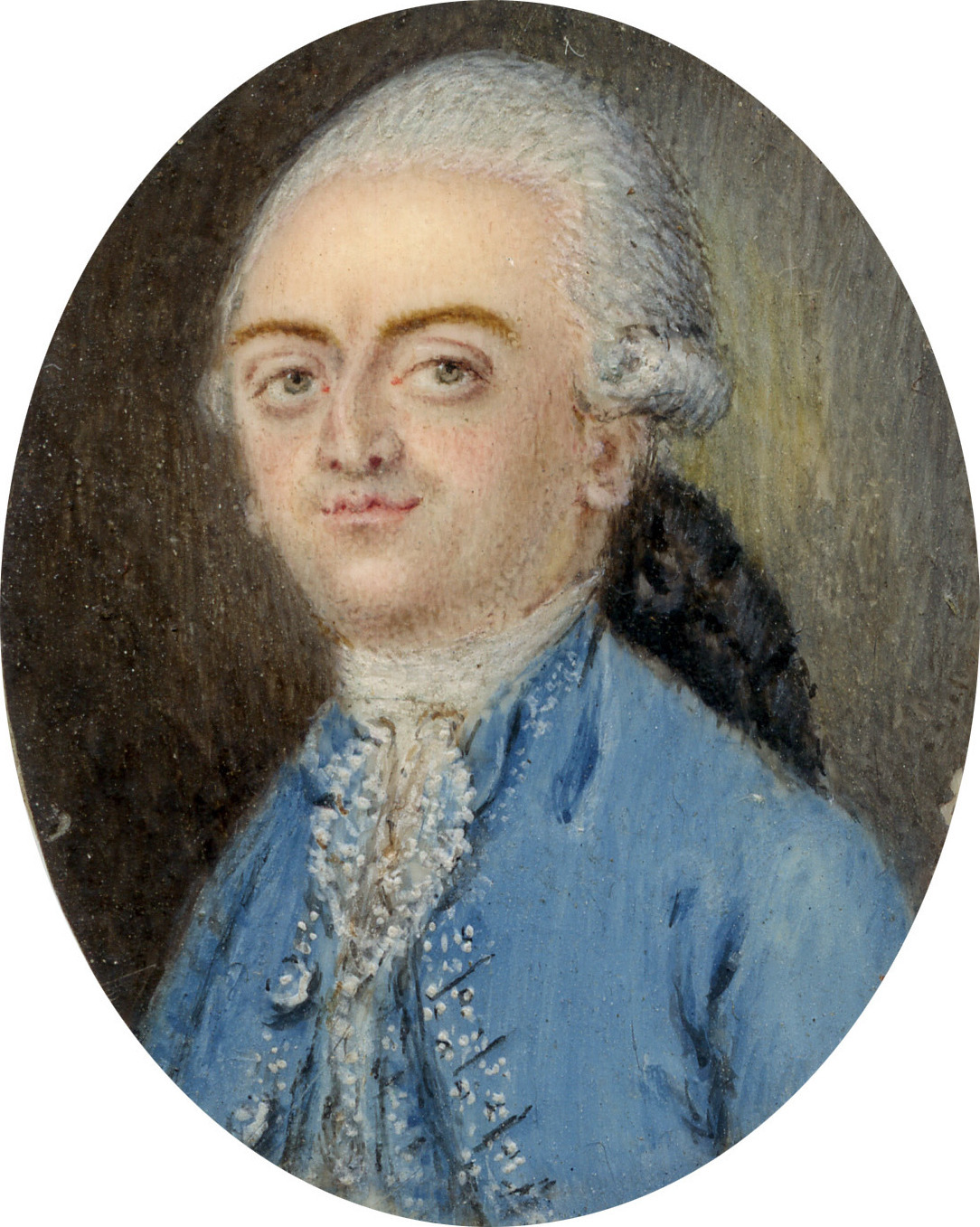
Antoine de Perier (1751-1844), vers 1800.
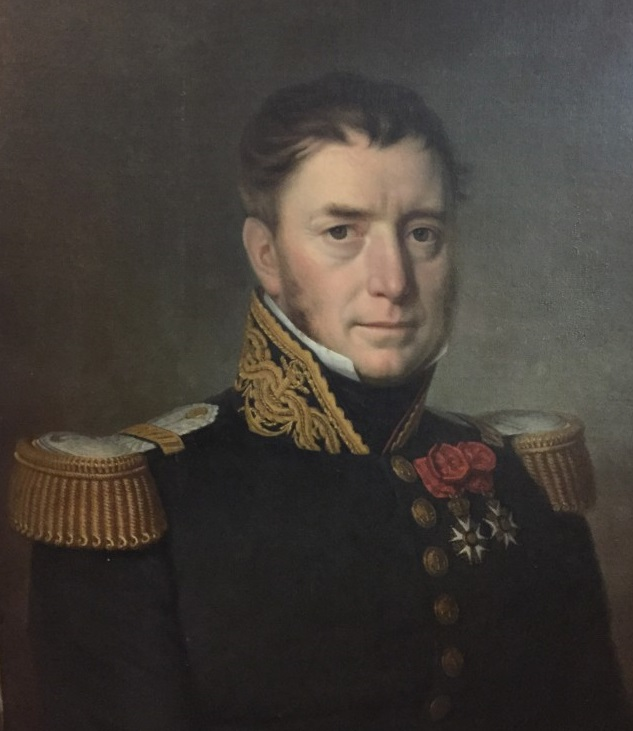
Louis François Achille de Perier de Salvert (1764-1834). Réalisé entre 1821 et 1834.

## Armes & devise

Armes de la famille de Perier.

- Armes : D’argent, à une fasce de sinople accompagnée de quatre quintefeuilles de même posées une à chaque canton de l’écu.[70],[71],[72],[73].
- Devise (de la branche aînée) : Dextera Domini fecit virtutem (La droite du Seigneur a déployé sa puissance)[29][réf. à confirmer],[74].

## Alliances
Les principales alliances de la famille de Perier sont : Duval (1615), Le Dentu (1632), Boissaye du Bocage (1661), de Launay (1684), Le Chibelier (1719), de Piotard (1729), de Laduz (1739), Morin d'Oudalle (1748), du Plessis de Tréoudal (1755), de Perreau(1756), de Gervais (1758), Bigot de Morogues (1773), de Blanchetti (1773), Le Tellier de Brothonne (1797), Le Hayer de Bimorel (1818), du Lièpvre du Bois de Pacé (1834 et 1842), Bassompierre Sewrin (1839), Barré de Saint-Venant (1897), de Place (1921), Berthe de Pommery (1928), Jouan de Kervenaoël (1951), etc.

## Possessions
- Plantation de Monplaisir à McDonoghville (1727-1737)[84].
- Manoir du Moros, à Concarneau (1728-1795)[85],[86].
- Château de la Madeleine (1839-1864), à Pressagny- l'Orgueilleux[87].

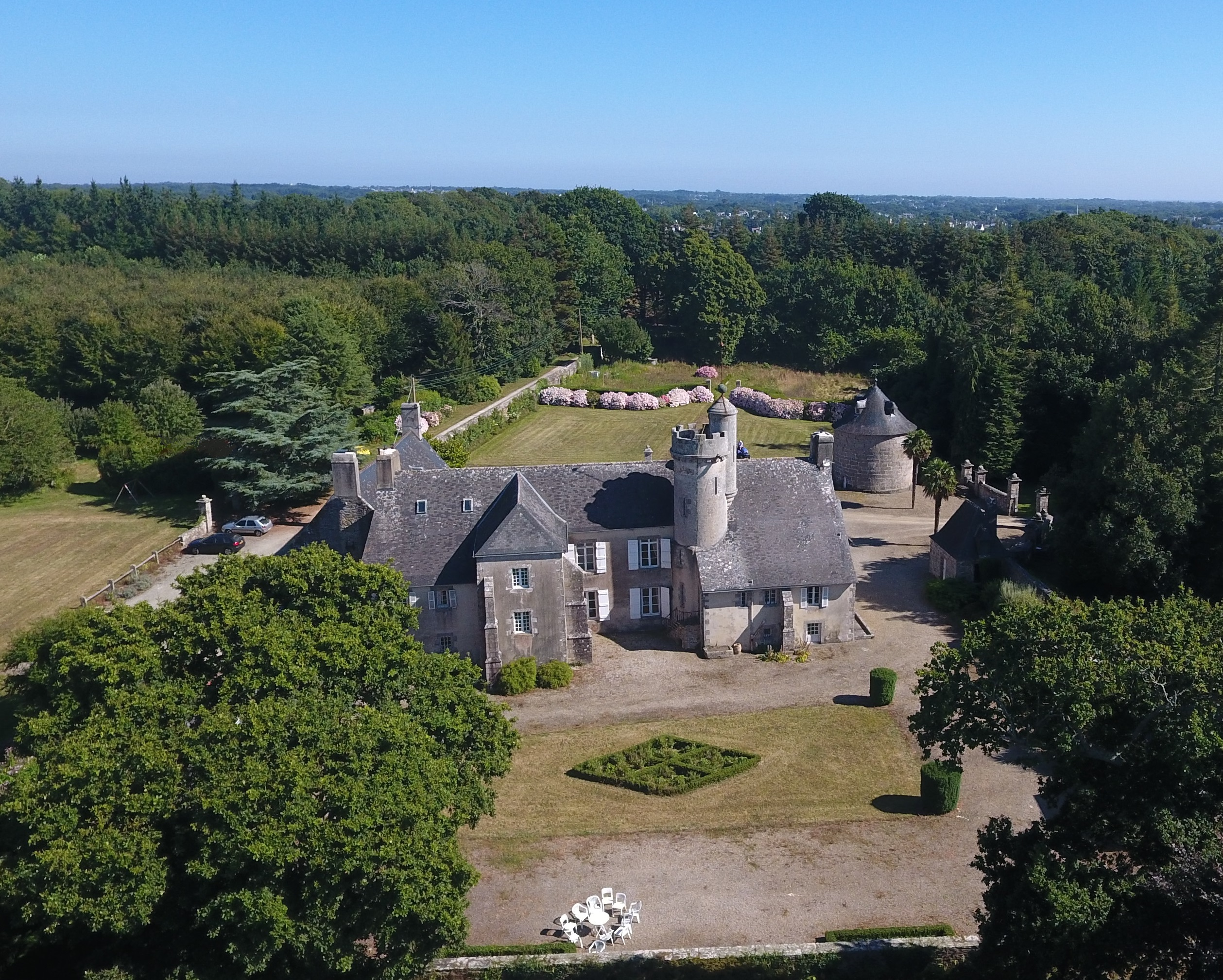
Manoir du Moros à Concarneau en 2016.
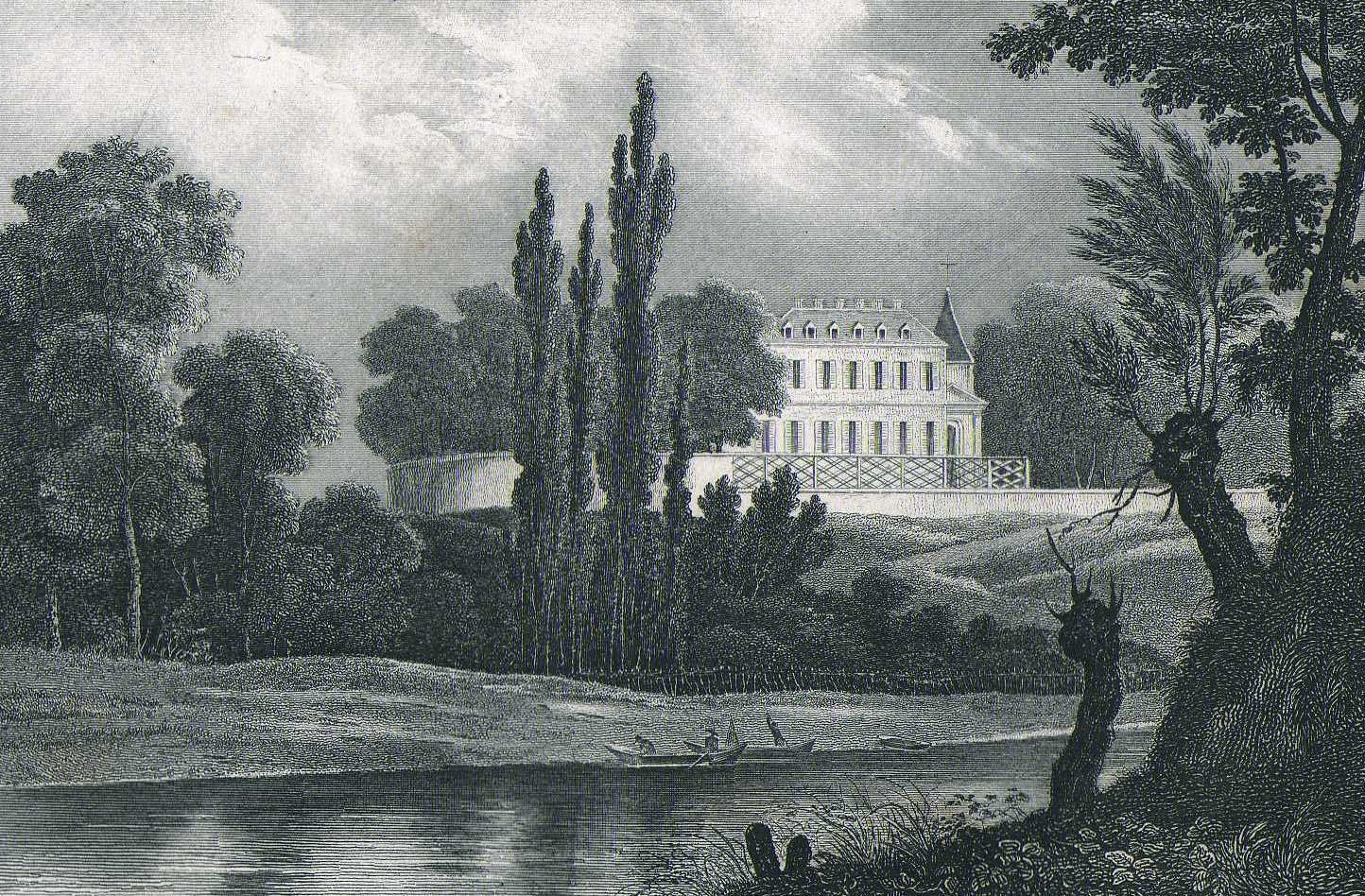
Château de la Madeleine à Pressagny-l'Orgueilleux au XIXe siècle.

## Postérité
Cette famille a laissé plusieurs souvenirs pour la postérité :
- Dans la ville de la Nouvelle-Orléans, en Louisiane : une rue appelée Perrier street et dans cette même rue[88] un hôtel Maison Perrier sont inaugurés en 1890 et 1892, en référence à Étienne de Perier, gouverneur de la Louisiane française[89],[90].
- Dans la ville de Saint-Denis, à La Réunion : fondé en 1958, un temple maçonnique appartenant à la loge L'Amitié du Grand Orient de France porte le nom Éléonore Perier de Salvert, en référence à Éléonor Jacques Marie Stanislas Perier de Salvert (1748-1783), franc-maçon Souverain Prince Rose-Croix[66],[67] et fondateur de la loge de La Triple Espérance sur l'île Maurice[68].

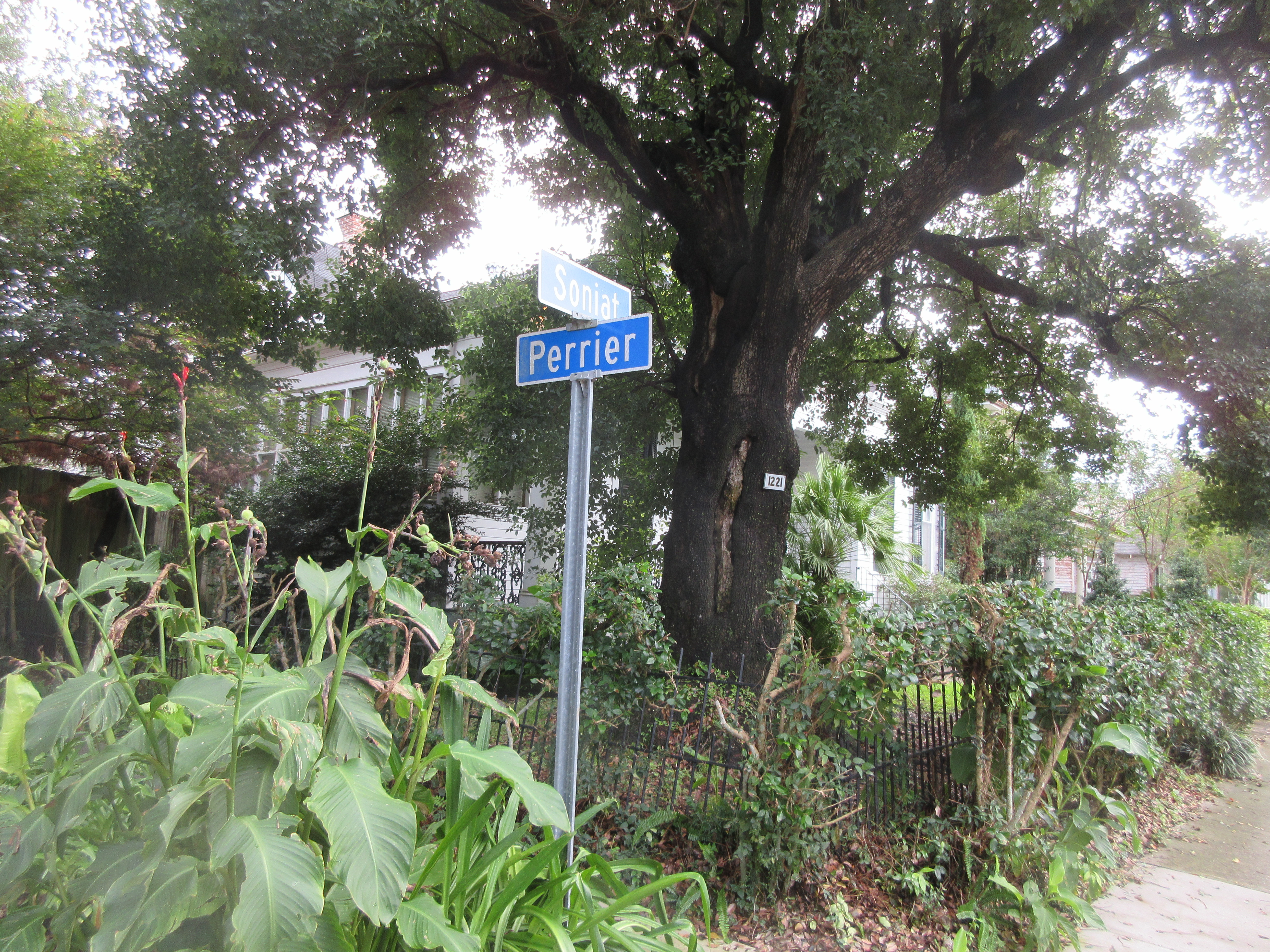
La Perrier Street à la Nouvelle-Orléans.
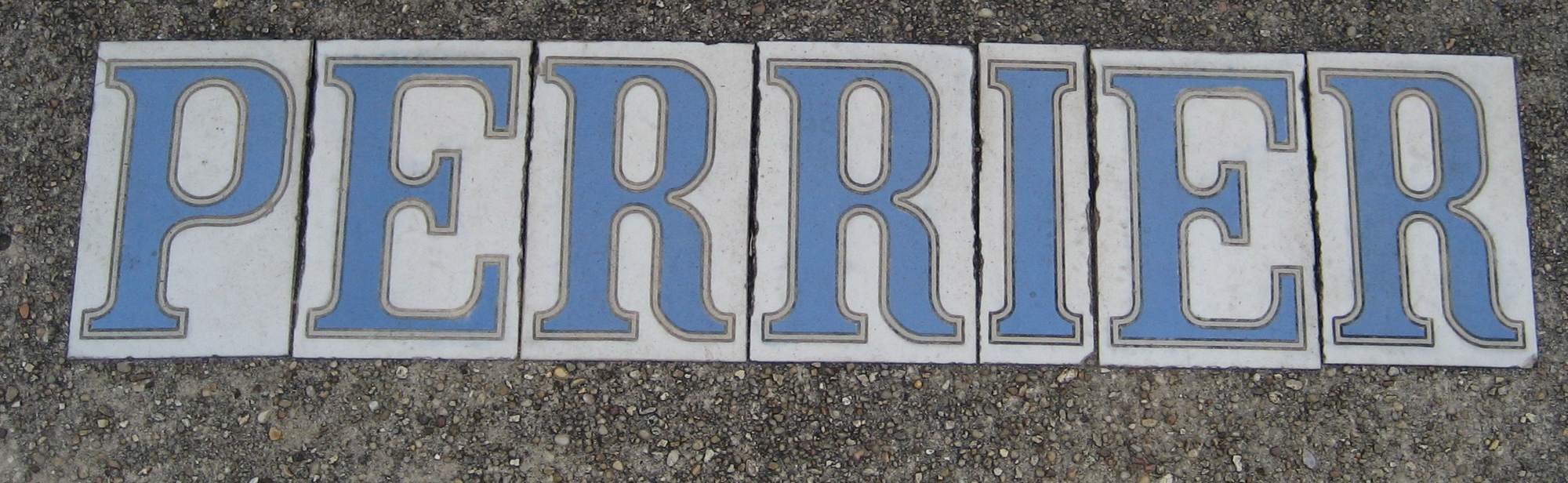
Plaque de la Perrier Street à la Nouvelle-Orléans.
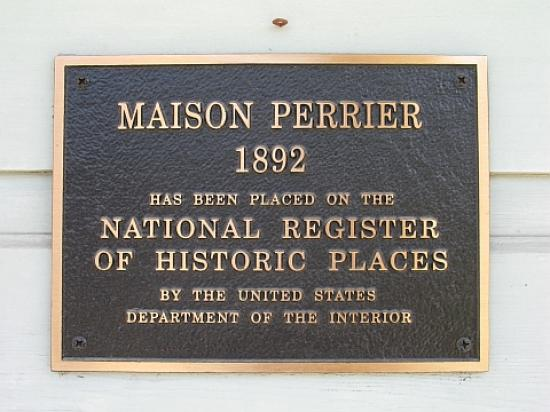
Plaque de l'hôtel Maison Perrier à La Nouvelle Orléans.
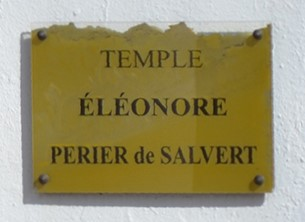
Plaque du temple Eléonor Jacques Perier de Salvert à Saint-Denis.